# كيفن براون (شاعر)
كيفن براون (بالإنجليزية: Kevin Brown)‏ هو شاعر أمريكي، ولد في 9 يوليو 1970 في جاكسون في الولايات المتحدة.